# Charles Courant
Charles Courant (14 d'abril de 1896 - Montreux, Vaud, 26 de juny de 1982) va ser un lluitador suís, especialista en lluita lliure, que va competir a començaments del segle xx.
El 1920 va prendre part en els Jocs Olímpics d'Anvers, on va guanyar la medalla de plata en la competició del pes semipesant del programa de lluita lliure. Quatre anys més tard, als Jocs de París, guanyà la medalla de bronze en la mateixa prova.